# 제백석

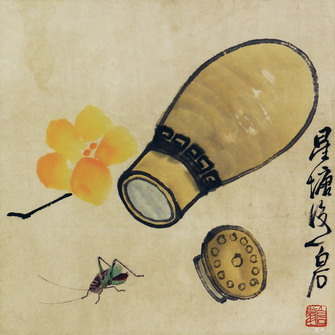

제백석(중국어 간체자: 齐白石, 병음: Qí Báishí 치바이스[*], 1860년 ~ 1957년)은 중국의 화가이다.

## 삶
후난성 샹탄 현의 가난한 농가에 태어나 독학으로 그림을 배웠다. 20대 때는 소향해가 그림을 가르쳤고, 30대 때는 왕개운이 글을 가르쳤다.
베이징미술학교 교수, 중국미술가협회 주석, 인민예술가.

## 같이 보기
- 중국화 (회화)